# Zofia mazowiecka
Zofia (ur. 1497 lub 1498, zm. przed 11 marca 1543) – księżniczka mazowiecka, córka księcia mazowieckiego Konrada III Rudego i Anny Radziwiłłówny. Siostra książąt Janusza III i Stanisława.

## Życiorys
17 września 1520 w Warszawie, Zofia została zaślubiona per procura palatynowi węgierskiemu Stefanowi Batoremu. 17 stycznia 1520 księżniczka wyruszyła z orszakiem na Węgry, gdzie w lutym doszło do oficjalnego zawarcia małżeństwa. Małżonkowie doczekali się dwójki dzieci: Stanisława i Anny. Po śmierci Batorego, drugim mężem Zofii został pochodzący z Chorwacji magnat Ludwik Pekry. Drugie małżeństwo Zofii było bezpotomne. Miejsce pochówku Zofii nie jest znane.